# Championnats d'Afrique d'aviron 2002
Navigation
Édition précédente Édition suivante
Les championnats d'Afrique d'aviron 2002, cinquième édition des championnats d'Afrique d'aviron, ont lieu en octobre 2002 au Caire, en Égypte. Six nations participent à la compétition : l'Afrique du Sud, l'Algérie, l'Égypte, le Kenya, le Maroc et la Tunisie.

## Médaillés seniors

### Hommes
Parmi les médaillés, on compte :
- Sobhy Abdel Ghany (EGY), médaillé d'or en skiff ;
- Elsayed Attia et Sobhy Abdel Ghany (EGY), médaillés d'argent en deux de couple ;
- Ali Ibrahim et ElBakry Yehia ElBakry (EGY), médaillés d'or en deux sans barreur ;
- Kamal Hassan, Tarek Hamed, Alaa Rezk et Nader Abdelaziz (EGY), médaillés d'or en quatre sans barreur ;
- Moustafa AbdelGawad, Mahmoud Atef, Mohamed Mohsen, Mahmoud Mahrous, Mohamed Esmat, Said Arafat, Hamdy ElKot, Tarek Mohsen et Magdy Farag (EGY), médaillés d'or en huit.

### Femmes
Parmi les médaillées, on compte :
- Doaa Osama ElAzab (EGY), médaillée d'argent en skiff ;
- Maie Ahmed Essa et Ola Mahmoud Hashem (EGY), médaillées d'argent en deux de couple ;
- Mohamed Abdel Moaty (EGY), médaillé d'or en skiff poids légers ;
- Mohamed Abdel Moaty et Morsey Ramadan (EGY), médaillés d'or en deux de couple poids légers.

## Médaillés juniors

### Hommes
Parmi les médaillés, on compte :
- Mohamed Moustafa (EGY), médaillé d'or en skiff juniors ;
- Ahmed AbdelNabi et Mohamed Moustafa (EGY), médaillé d'or en deux de couple juniors.

### Femmes
Parmi les médaillées, on compte :
- Arwa Loai Hosny (EGY), médaillée d'or en skiff juniors ;
- Arwa Loai et Shahenaz Essam (EGY), médaillées d'or en deux de couple juniors.